# Board culture
 (août 2019).
Si vous disposez d'ouvrages ou d'articles de référence ou si vous connaissez des sites web de qualité traitant du thème abordé ici, merci de compléter l'article en donnant les références utiles à sa vérifiabilité et en les liant à la section « Notes et références ».

La board culture est définie comme l’ensemble des aspects intellectuels et artistiques issus des sports de glisse.

## Caractéristiques

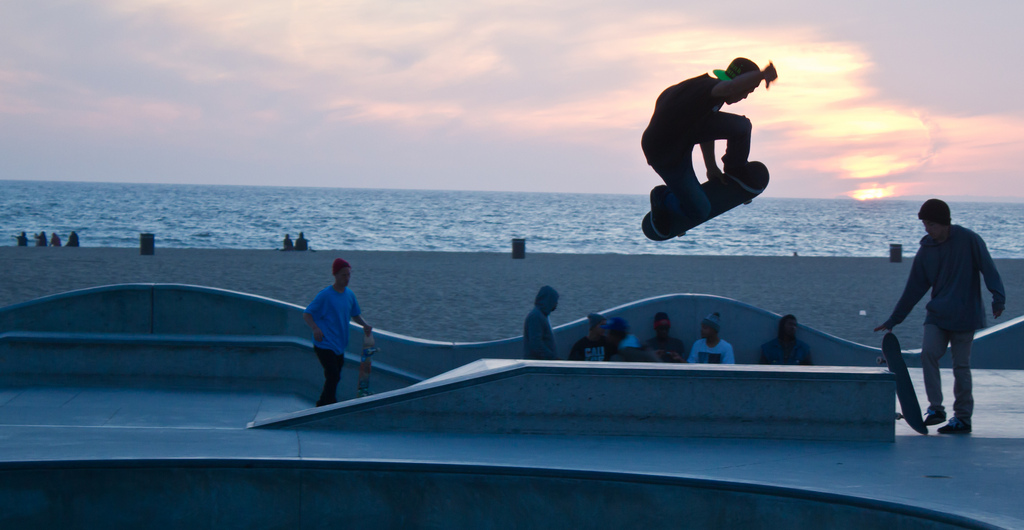
Skateboarders au coucher du Soleil.

Si cette expression semble quelque peu absconse au premier abord, elle n'est pas injustifiée. Le rapprochement des mots board — pour désigner les sports de glisse — et culture affirme l’existence d’un mouvement ancré dans l’histoire dont les valeurs véhiculées sont universellement partagées.
Aujourd’hui et à travers le monde, la board culture touche de plus en plus de personnes car son message ne connaît pas les frontières et rassemble les individus autour de valeurs simples et positives, érigées en principes de vie.
Replacer l’homme au centre de son environnement, qu’il s’approprie l’espace public, qu’il soit complice des éléments… sont des thèmes déclinés par la board culture et largement plébiscités par la population. La dialectique qui consiste à opposer l’homme et la nature est alors transcendée pour aboutir à un réel équilibre dans lequel chacun trouve un rôle à jouer.
Comme l’a écrit Joël de Rosnay :
« Je crois que tous les sports de glisse sont des sports qui vous mettent en harmonie avec la nature et en harmonie avec vous-même. C’est-à-dire que plutôt que de se battre contre quelqu'un, ou une équipe contre l'autre, on essaye, non pas de se battre avec les éléments, mais d'être complice avec les éléments. Toutes ces relations intimes avec la nature, avec la force de l'océan, avec la force de la montagne, avec la force des vents, vous conduisent à une certaine complicité, je dirais à une sorte de partenariat avec la nature. On se sent beaucoup plus près, on se sent plus unifié, beaucoup plus "un", et tous ces mouvements sont considérés comme des rythmes naturels qui sont très inspirants. »
Lorsque l’on parle de sports de glisse, on fait principalement allusion au surf, au skateboard et au snowboard, qui évoquent à eux trois l’océan, la ville et la montagne. La problématique inhérente à ces trois disciplines soulève celle de savoir s’adapter à un environnement donné et de s’y maintenir en équilibre. Transposées à la vie de tous les jours, les analogies sont nombreuses dans notre société, où les changements de rythme sont imposés par l’environnement économique, où la flexibilité conditionne la survie et dans laquelle l’équilibre est un enjeu social.
Dans cette société post-moderne où tout se complexifie, où les valeurs se transforment et se recomposent, où l’ordre et le désordre s’entremêlent sans cesse, la figure du surfeur oscillant entre l’équilibre et la chute apparaît comme un symbole très actuel, également capable d’intégrer les attributs du sacré : le mystère, la pureté et la peur.
Mais la board culture c’est aussi les sports de rue où se mêlent d’autres activités artistiques, musicales, plastiques et chorégraphiques. Toujours à la recherche de nouvelles expériences, de nouveaux champs d’expérimentation, le skateur s’approprie les rues avec un angle de vue original et réinvente les villes dans un geste-discours alliant performance et esthétique.
Les passerelles de sens entre la board culture et le champ artistique se multiplient dans le temps. D’une part, comme dans la sphère artistique, la créativité participe de l’essence même des sports de glisse et, d’autre part, le non-renouvellement de la production artistique, pousse l’art à se décloisonner pour interroger les valeurs naissantes de notre société.
La subversion, l’esthétique, l’écologie, la liberté, l’hédonisme… sont des concepts à la fois relayés par la board culture et travaillés dans le champ artistique. Les échanges opérés par ces deux milieux sont la marque d’une symbiose réussie, l’un apportant à l’autre une approche spécifique et nécessaire à leur réalisation mutuelle.